# Nicolae Țaga
Nicolae Țaga (Avrămești, 12 de abril de 1967) es un deportista rumano que compitió en remo.
Participó en dos Juegos Olímpicos de Verano, obteniendo dos medallas en Barcelona 1992, oro en cuatro con timonel y bronce en dos con timonel, y el séptimo lugar en Atlanta 1996 (ocho con timonel).
Ganó cinco medallas en el Campeonato Mundial de Remo entre los años 1993 y 2000.

## Palmarés internacional
| Juegos Olímpicos   | Juegos Olímpicos         | Juegos Olímpicos  | Juegos Olímpicos   |
| Año                | Lugar                    | Medalla           | Prueba             |
| ------------------ | ------------------------ | ----------------- | ------------------ |
| 1992               | Barcelona (España)       | Medalla de oro    | Cuatro con timonel |
| 1992               | Barcelona (España)       | Medalla de bronce | Dos con timonel    |
| Campeonato Mundial |                          |                   |                    |
| Año                | Lugar                    | Medalla           | Prueba             |
| 1993               | Račice (República Checa) | Medalla de oro    | Cuatro con timonel |
| 1996               | Motherwell (Reino Unido) | Medalla de plata  | Dos con timonel    |
| 1998               | Colonia (Alemania)       | Medalla de bronce | Ocho con timonel   |
| 1999               | St. Catharines (Canadá)  | Medalla de bronce | Cuatro con timonel |
| 2000               | Zagreb (Croacia)         | Medalla de plata  | Dos con timonel    |